# L'Anse aux Meadows to Quirpon
L'Anse aux Meadows to Quirpon is een designated place (DPL) in de Canadese provincie Newfoundland en Labrador. De censusafdeling bevindt zich in het uiterste noorden van het eiland Newfoundland.

## Geografie
L'Anse aux Meadows to Quirpon bestaat uit de vijf plaatsen die aan het meest noordoostelijke punt van het Great Northern Peninsula gelegen zijn. Het betreft met name, van west naar oost, de plaatsen L'Anse aux Meadows, Hay Cove, Straitsview, Noddy Bay en Quirpon. Al deze plaatsen zijn aparte local service districts.

## Demografie
De designated place L'Anse aux Meadows to Quirpon werd voor het eerst gebruikt bij de volkstelling van 2006. Net zoals de meeste afgelegen plaatsen op Newfoundland kent de DPL begin 21e eeuw een dalende demografische trend. Tussen 2006 en 2021 daalde de bevolkingsomvang van 379 naar 180, wat neerkomt op een daling van 199 inwoners (-52,5%) in vijftien jaar tijd.
| Demografische ontwikkeling tussen 2006 en 2021  |
| ----------------------------------------------- |
|                                                 |
| Bron: Statistics Canada (2006, 2011–2016, 2021) |